# Mi gran boda gay italiana
Mi gran boda gay italiana es una obra de teatro escrita por Anthony J. Wilkinson que se estrenó Off-Broadway en 2003, en el Actor's Playhouse de la ciudad de Nueva York.
El espectáculo se originó en 2003 como un espectáculo no sindicalizado Off-Broadway, y en 2010 se convirtió en una producción sindicalizada completa, extendiéndose catorce veces en el mismo lugar. Durante la temporada, el programa contó con algunas celebridades importantes, en un esfuerzo por ayudar a recaudar dinero y crear conciencia sobre el matrimonio igualitario y el Proyecto Trevor. 

El Proyecto Trevor opera una línea telefónica única nacional de ayuda 24 horas para la prevención de crisis y suicidios de jóvenes lesbianas, gais, bisexuales y personas transgénero

En 2010, el espectáculo fue comercializado por Samuel French con fines de autorizar su representación en otras partes del mundo. Además de la ciudad de Nueva York, el espectáculo ya se ha presentado en más de treinta ciudades de los Estados Unidos. Internacionalmente, el espectáculo ha tenido exitosas presentaciones en Edimburgo, Londres, Sídney, Hong Kong, Irlanda, Canadá y Francia. 
El 1 de marzo de 2018, la película "Puede besar al novio" se estrenó en toda Italia, una versión cinematográfica italiana basada en la obra Mi gran boda gay italiana. La película ha sido distribuida con subtítulos, en diferentes partes del mundo.

## Sinopsis
"Mi gran boda gay italiana" satiriza las controversias que rodean el matrimonio entre personas del mismo sexo, así como los estereotipos gay e italiano. Anthony Pinnunziato, un gay estadounidense de origen italiano de una gran familia caótica, desea casarse con su novio Andrew Polinski en una ceremonia tradicional italiana. La dominante madre de Anthony no la bendecirá a menos que la madre separada de Andrew también la bendiga y la ceremonia sea realizada por un sacerdote. El exnovio de Andrew complica aún más las cosas, con la intención de separar a la pareja.

## Historia de producción

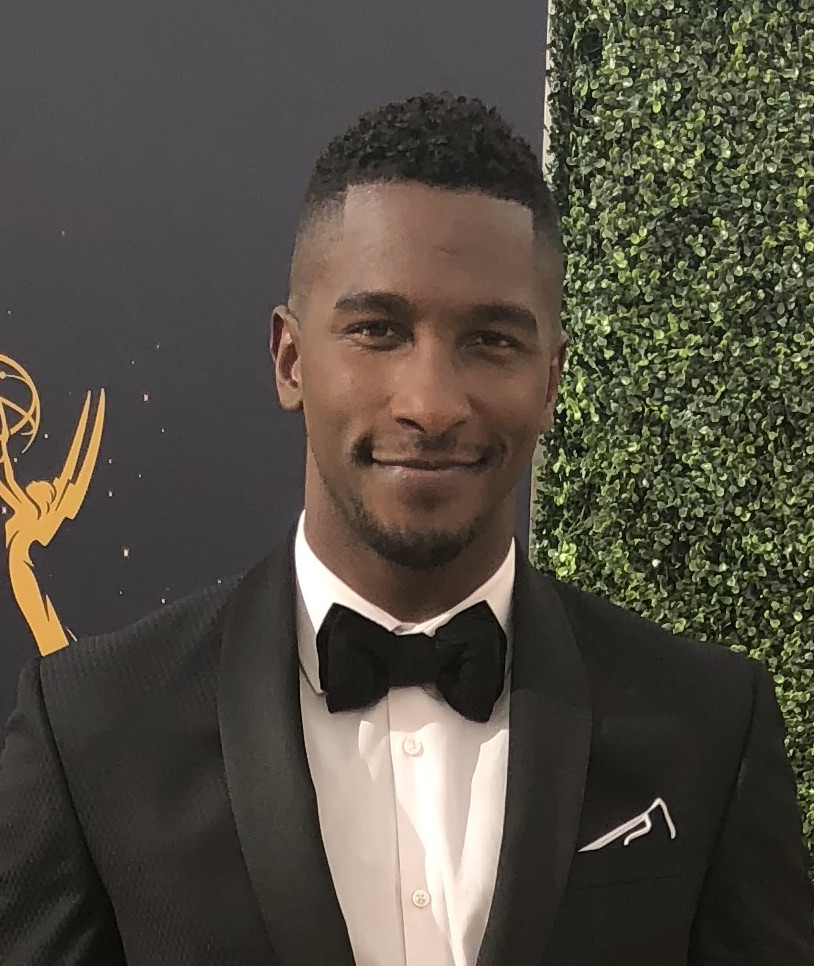
El actor Scott Evans

Mi gran boda gay italiana se estrenó en el Actor's Playhouse (ahora cerrado) en noviembre de 2003, donde se interpretó dentro del repertorio con el musical Naked Boys Singing. La boda fue dirigida por Peter Rapanaro, y presentó un diseño de vestuario de Chris March, de la serie de televisión reality de Bravo, Project Runway. La producción se trasladó a lo que entonces era el Teatro Cuatro (y ahora es el Teatro WP) en la calle West 55th Street, en Manhattan, donde estuvo en escena durante 38 semanas con un nuevo elenco que incluía a James Getzlaff, estrella de la serie de realidad Bravo Boy Meets Boy.

En septiembre de 2009, una versión actualizada, coprotagonizada por Scott Evans, se realizó como actuación benéfica en el Teatro St. George en Staten Island ; la obra debutó con un nuevo elenco que incluyó a Reichen Lehmkuhl en mayo de 2010 en el Teatro St. Luke's, en la calle West 46th Street, en Manhattan, para una temporada abierta que concluyó recién en agosto de 2015.

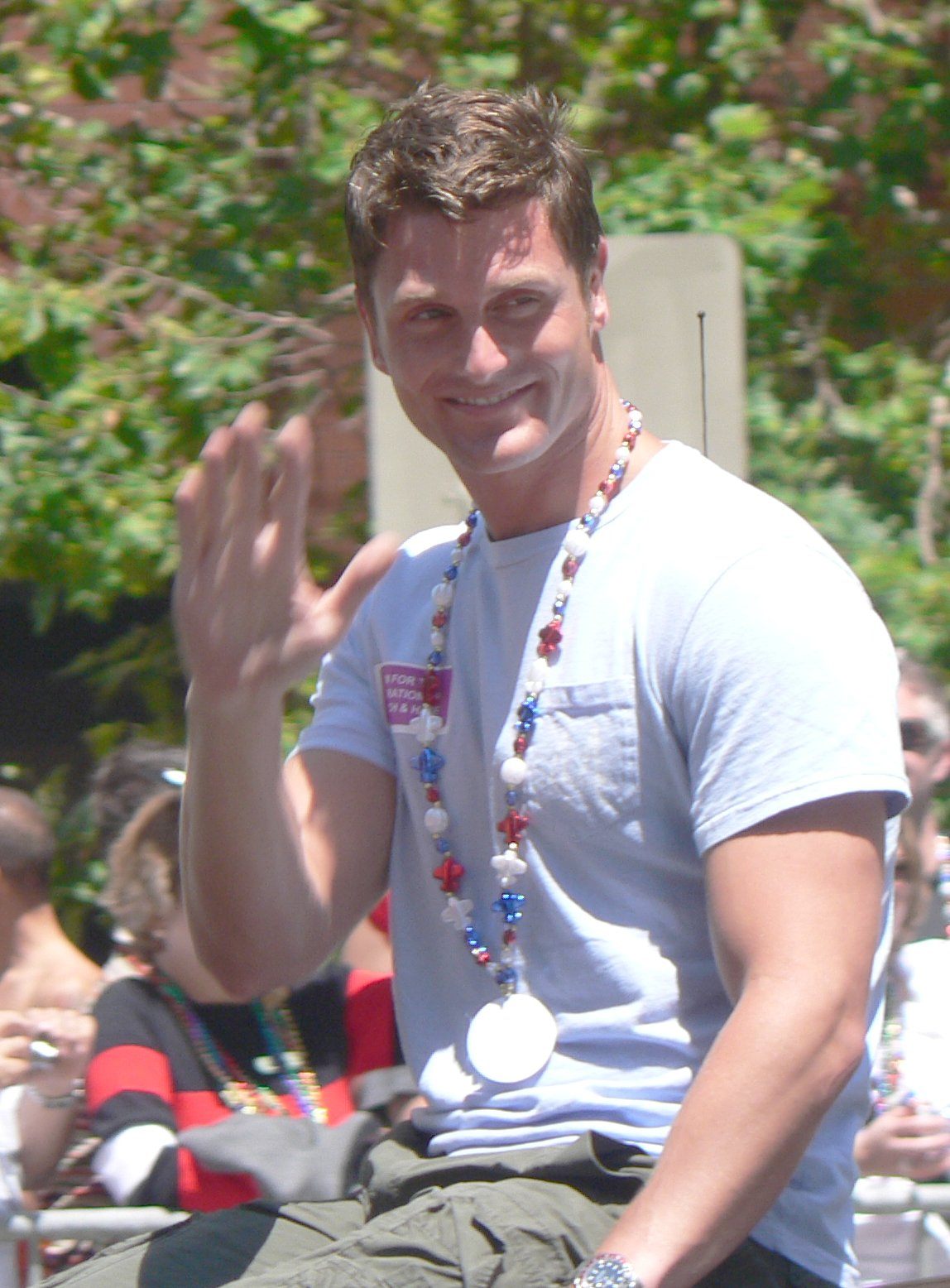
Reichen Lehmkuhl participante de The Amazing Race

El 12 de septiembre de 2009, una versión revisada y actualizada de la obra tuvo una actuación benéfica en el Teatro St. George en Staten Island; La nueva producción fue producida por Dina Manzo de The Real Housewives of New Jersey y protagonizada por Wilkinson y Scott Evans de la telenovela de ABC One Life to Live. Fue dirigida por Sonia Blangiardo y Teresa A. Cicala, e incluyó una nueva coreografía de J. Austin Eyer.
La producción se trasladó a una presentación abierta en el Teatro St. Luke's en Manhattan en mayo de 2010, agregando como coprotagonista Reichen Lehmkuhl de The Amazing Race de CBS TV. En julio de 2010, Daniel Robinson, veterano de Broadway Bares, Hairspray y la película The Big Gay Musical (2009) se unió a Wilkinson en el escenario hasta noviembre de 2010.
El 2 de agosto de 2010, se anunció que los miembros del elenco de Real Housewives of New Jersey, Teresa Giudice, Ashley Holmes, Jacqueline Laurita, Caroline Manzo y Lauren Manzo intervendrían como miembros del elenco durante una semana en septiembre. Después de las actuaciones con entradas agotadas, las Housewives se inscribieron para repetir sus apariciones como invitados, del 20 al 23 de octubre de 2010, lo que resultó en otra temporada exitosa y con entradas agotadas.
La Dra. Joy Browne se unió al elenco para tres presentaciones, del 30 de septiembre al 2 de octubre de 2010.

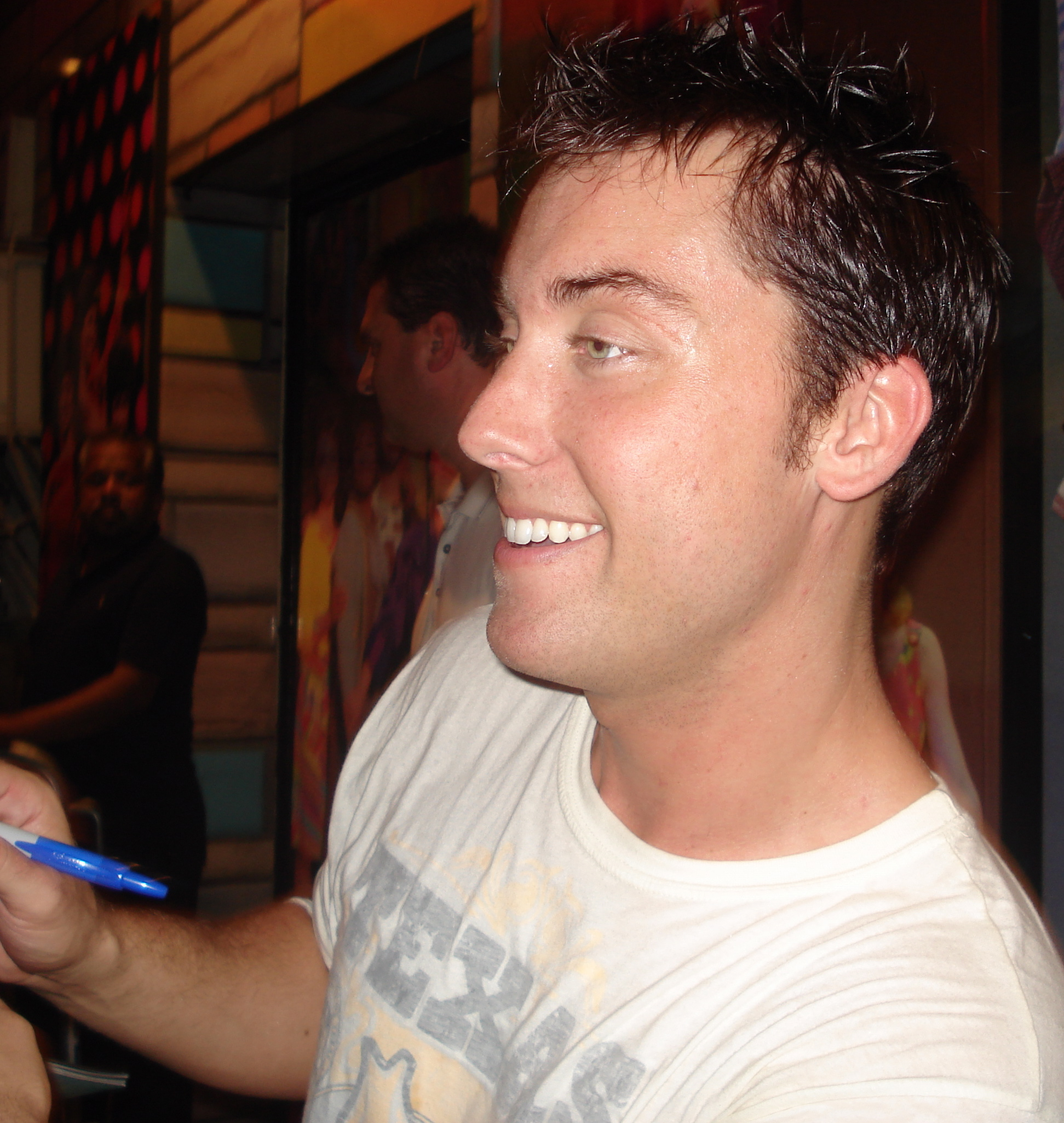
El actor y cantante Lance Bass

Después de la partida de Robinson, el papel de Andrew fue asumido por David Moretti, estrella de la serie serie The Lair del canal here! TV, el 18 de noviembre de 2010, el mismo día que se alcanzó el capítulo número 100 de la serie. El espectáculo resonó en esta actuación histórica con los invitados especiales Ilene Kristen de One Life to Live y Claire Buffie, la reinante Miss Nueva York 2010, cuya plataforma es el matrimonio igualitario. Tabatha Coffey de BRAVO fue un invitado especial en el programa durante un fin de semana completo, del 2 al 4 de diciembre de 2010. Otros invitados durante este período incluyeron a Lance Bass y Vincent Pastore.

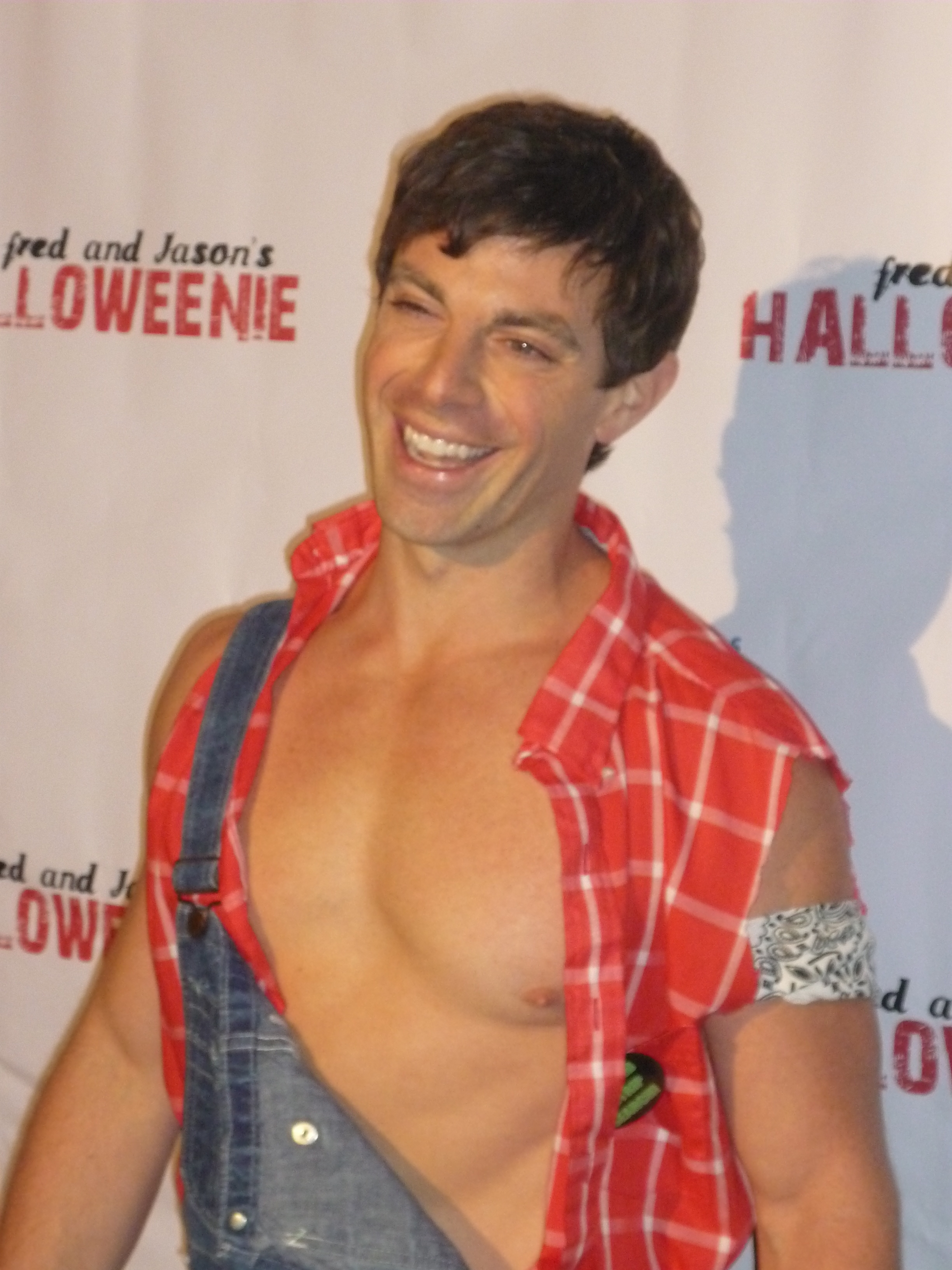
El actor David Moretti

En enero de 2011, Marty Thomas se unió al elenco como Andrew, reemplazando a David Moretti. Ilene Kristen, anteriormente invitada especial en el programa, también se unió al elenco como la tía Toniann. Esto proporcionó la preparación para la primera semana de telenovelas de MBGIW, del 17 al 19 de marzo de 2011, cuando las divas de la telenovela se hicieron cargo de todos los papeles femeninos en la obra durante el fin de semana, y Ellen Dolan ( As the World Turns ) se unió a Kristen en el escenario. Brittany Underwood (One Life to Live), Kristen Alderson (One Life to Live) y Marnie Schulenberg (As the World Turns).
El 31 de marzo de 2011, el artista de grabación Kim Sozzi asumió el cargo de tía Toniann para Ilene Kristen. Sozzi ocupó el cargo hasta el 28 de mayo de 2011. En algo nuevo para el papel, Sozzi, como la tía Toniann, interpretó en vivo la canción original "Italian Booty Shake" durante la recepción de la boda, en el acto II de la obra.
En mayo de 2011, Mi gran boda gay italiana celebró un año completo Off-Broadway, en el St. Luke's Theatre. 
En junio de 2011, el programa celebró el Mes del Orgullo Gay alternando drag queens en el papel de Rodney cada semana. Las drag queens incluyeron a las concursantes Hedda Lettuce y RuPaul's Drag Race, Mimi Imfurst y Stacy Layne Matthews.
En agosto de 2011, My Big Gay Italian Wedding hizo su debut europeo interpretándose en The Edinburgh Festival Fringe. La producción fue dirigida por Paul Taylor-Mills y transferida a The White Bear en Londres, después de su presentación en Edimburgo.
En septiembre de 2012, la obra se estrenó en Asia en Hong Kong, dirigida por Wendy Herbert en The Hong Kong Fringe Club.
En mayo de 2018, se anunció una temporada en Los Ángeles en la Actor's Company, del 11 al 27 de mayo, presentada por Italia Spettacolo en colaboración con el Instituto Italiano de Cultura de Los Ángeles, con el actor Gianfranco Terrin, en el papel de Anthony Pinnunziato ".

## ConcursoThe Higher the Hair, the Closer to God
Tabatha Coffey regresó a Mi gran boda gay italiana del 3 al 5 de marzo de 2011, como invitada especial en el programa, similar a su presentación en diciembre. Su aparición coincidió con del concurso de peluquería The Higher the Hair, the Closer to God de Mi gran boda gay italiana (Cuanto más alto el peinado, más cerca de Dios) en el que Coffey fue uno de los jueces oficiales para las semifinales junto a Dina Manzo y Elvis Duran de Z100, el 6 de marzo, el día después de la última actuación de Coffey.
El concurso de peluquería estuvo abierto a todos los propietarios y empleados de salones en el área metropolitana de Nueva York. Los más de 100 concursantes compitieron para crear un estilo y un nuevo tema de cabello, innovador, moderno, alto, GRANDE y moderno, para usarlo en Mi gran boda gay italiana, y tuvieron el desafío de "¡Piensa, los ochenta se encuentran con 2011!" Las presentaciones de fotos y videos fueron aceptadas hasta la fecha límite el 27 de febrero, y el 6 de marzo, en Rab's Country Lanes en Staten Island, Nueva York, 30 semifinalistas fueron elegidos para participar en una pasarela de estilo, con jurados como Tabatha, Dina y Elvis. A los 12 pares de peluqueros y modelos finalistas restantes se les asignaron sus propias fechas en el programa para un papel sin cita, en el cual votó la audiencia. El peluquero ganador recibió 5.000 dólares, un anuncio de página completa para su salón en la cartelera, y su nuevo peinado utilizado en Mi gran boda gay italiana. Los roles sin cita, programados todos los jueves y viernes, concluyeron el 13 de mayo de 2011 con un ganador anunciado poco después.

## Elenco
El último elenco incluyó a:
- Anthony J. Wilkinson - Anthony

- Brandon Goins - Andrew
- Paul Storiale - Maurizio
- Donna Castellano - Angela
- Vince Valentine - Joseph
- Gabriella Cascio - Maria
- Debra Toscano - Tía Toniann
- Nick Barbati - Gregorio
- Kim Pirrella - Lucia
- Geri Rosetti - Connie
- Robert Bannon - Mario
- Barry Brisco - Rodney
- Shane Whitehead - Padre Rosalia

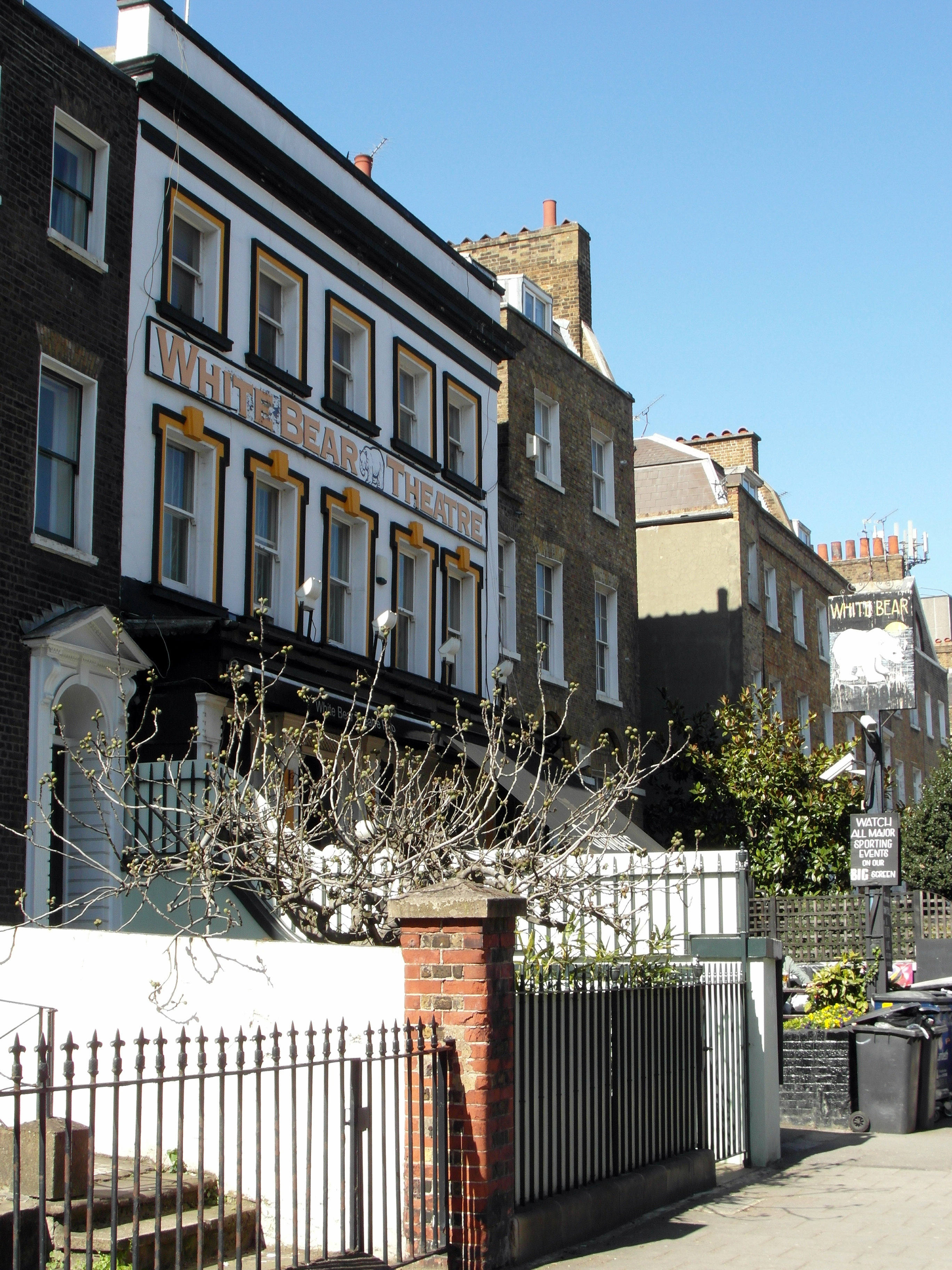
El teatro The White Bear de Londres

- Marta Lefsky - Monja / Invitada de boda

## Último elenco de Los Ángeles

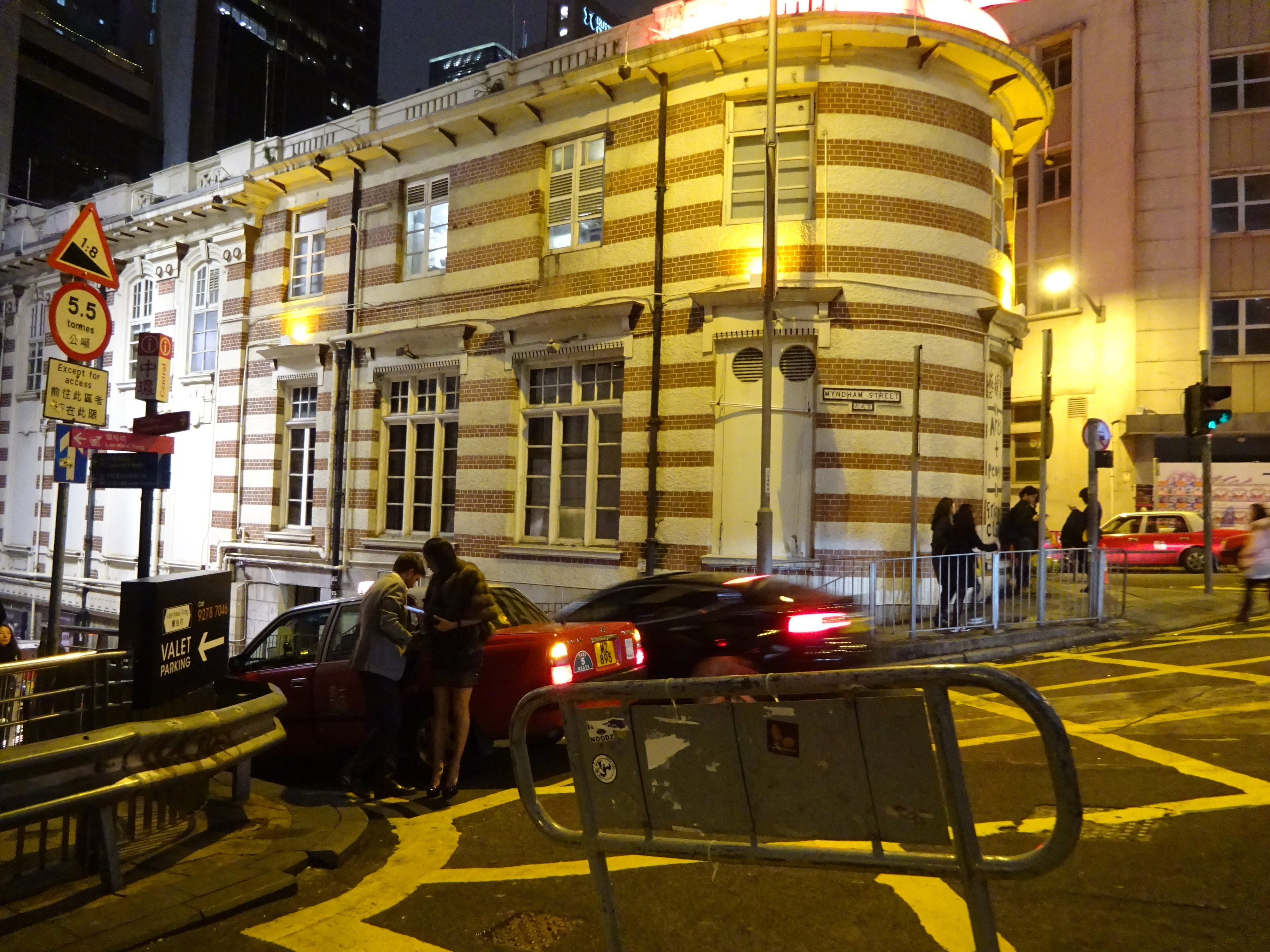
The Fringe Club, Hong Kong

El elenco de Los Ángeles 2018 incluyó a:
- Gianfranco Terrin - Anthony Pinnunziato
- Artur Ignatenko - Andrew Ignatenko
- Linda nilo - angela pinnunziato
- Carlo Carere - Joseph Pinnunziato / Padre Rosalia
- David-Simon Dayan - Maurizio Legrande
- Fabrizio Alliata - Gregorio
- Ana Maria Perez - Lucia
- Tiera Dashae - Connie
- Angela Pepi - Maria Pinnunziato
- Federico Pedroni - Mario
- Claudia jakab - tía tonian
- Julian Zambrano - Rodney
- Dario Barbuto - Frankie
- Gioia Libardoni - Monja / Invitada de boda
- Roberta G. Galatz - Monja / Invitada de boda

## Grabaciones del elenco
En julio de 2010, una grabación con las canciones originales de Boyd se puso a disposición en iTunes. En marzo de 2011, Marty Thomas, junto con David J. Boyd, grabó una versión actualizada de la canción original "Love Conquers All", que posteriormente fue presentada y cantada por Marty en el programa durante las pausas publicitarias.